# Centre de curvatura
A geometria, i particularment en la geometria de les lents, el  centre de curvatura  d'una corba en un punt donat és el centre del cercle osculador. La distància entre el centre de curvatura i la mateixa corba s'anomena radi de curvatura. Si la curvatura de la corba, que és la inversa del radi de curvatura, és zero, el seu centre de curvatura és el punt de l'infinit.
Això és molt senzill si es considera: el centre és el "centre de curvatura" i la distància (constant) d'aquest centre a qualsevol punt de la circumferència, és el radi (r).
També hi ha la possibilitat de conèixer el centre de curvatura de cada punt d'una corba diferent a una circumferència (per exemple, d'una paràbola, d'una hipèrbola, o de qualsevol altra funció). Això es fa mitjançant l'aplicació de la primera i segona derivades de la funció en aquest punt. Per fer-ho cal: 
1. Derivar la funció en aquest punt (és a dir i 'o el pendent o tangent en aquest punt).
2. Obtenir la normal en aquest punt (és a dir, la perpendicular a la tangent) N =- (1/Tan) o N =- (1/i ')
3. Obtenir la segona derivada (i ")
4. Obtenir el Radi de curvatura mitjançant la fórmula r = (1+(i ')^2)^(3/2) tot/(i")^2.
5. Coneixent la normal i el radi, s'analitza la nova funció (és una recta que es forma sobre la normal). Això permetrà trobar la ubicació del centre de curvatura per a aquest punt en particular raonant per Pitàgores: es troba la seva ubicació (x, i) fent les diferències amb aquella posició del punt analitzat (x0, y0). Delta x (Diferència de x-x0) = r/(Arrel de ((Normal^2+1)) i Delta i = Arrel de (r^2 - (delta x)^2).

La funció que es pot formar unint tots els centres de curvatura de la funció inicial es diu Envolupant.